# Аэропорт-Сити
«Аэропорт-Сити» — мобильная игра в жанре градостроительного симулятора, разработанная и выпущенная компанией Game Insight в 2011 году.

## История
Первая версия «Аэропорт-Сити», разработанная для социальной сети Facebook, увидела свет 1 сентября 2011 года и появилась в магазине приложений Google Play в середине февраля 2012 года. В августе того же года она стала доступна пользователям iOS, в октябре — в Amazon Appstore, а пользователи Microsoft Windows смогли включиться в игру с 3 апреля 2014 года. Уже в октябре 2011 года «Аэропорт-Сити» собрала 1,6 миллиона активных пользователей на Facebook, а в сентябре 2019 года на всех платформах играло 75 миллионов зарегистрированных пользователей из разных стран.
В настоящее время игра поддерживается на 12 языках: английском, немецком, испанском, французском, итальянском, русском, португальском, голландском, китайском, корейском, японском и арабском.

## Игровой процесс
«Аэропорт-Сити» — игра модели free-to-play, в которой можно совершать внутриигровые покупки. Её цель — превратить маленький аэропорт в международный транспортный узел и одновременно развивать соседний город. Город поставляет пассажиров и средства для развития аэропорта; для этого в нём возводятся жилые кварталы, а также производственные и коммерческие постройки.
В ходе развития города и аэропорта игрокам становится доступна космическая программа, позволяющая выполнять одиночные или коллективные миссии. Кроме того, игроки могут создавать альянсы, позволяющие выполнять совместные задания и соревноваться с другими. Обновления привносят в игру новые модели самолетов, постройки, рейсы и коллекционные предметы, которые можно привозить из разных уголков мира. Кроме того, в игре проводятся тематические и праздничные события, в ходе которых игроками становятся доступны специальные рейсы, особые коллекции и награды. Праздничные события соответствуют реальным праздникам (Новый год, Хэллоуин); тематические отражают внутриигровые события, такие как извержение вулкана или крушение НЛО.

## Отзывы
В целом игра получила положительные оценки как в обзорах игровой индустрии, так и у рядовых пользователей. Так, по мнению AppleInsider.ru, игра сделана интересно и достаточно красиво, хотя над графикой стоило бы ещё немного поработать. Наряду с другими плюсами, сайт MacDigger отмечает полноцветную и реалистичную графику игры, а также приятное звуковое и музыкальное сопровождение. Компания МТС относит «Аэропорт-Сити» к играм, которые в интересной и доступной форме учат детей ответственности и азам экономики.